# Shim Sham
Shim Sham Shimmy, eller Shim Sham är ursprungligen en speciell steppdansrutin. För Swingdansare är det idag en sorts linjedans som speglar swingdansens rötter.

## Historia
Under sena 1920-talet, då Leonard Reed och Willie Bryant var med gruppen The Whitman Sisters på the T.O.B.A, dansade de vad de kallade för "Goofus", till låten Turkey in the Straw. Rutinen bestod av standardsteg: åtta takter med "double shuffle", "crossover", "Tacky Annie" och "fall-of-the-log".
Tidigt 1930-tal framfördes Shim Sham i Harlem på platser som Connie's Inn, Dickie Wells's Shim Sham Club, the 101 Ranch, the LaFayette Theatre och the Harlem Opera House.
I moderna lindy hopsällskap framför oftast Shim Sham som en linjedans vid danstillfällen. Trots att det finns många variationer har dansen spridit sig över världen, och framhölls i "Global Shim Sham for Frankie" - en tribut till danslegenden Frankie Mannings 95-årsdag.

## Variationer
Det finns flera variationer av shim-sham-koreografier, bland andra den av Leonard Reed och Willie Bryant, såväl som ett antal varianter av Leonard Reed med andra. Andra shim-sham-koreografier inkluderar en av Frankie Manning, Al Minns och Leon Jame (vilken även kallas "Savoy Shim Sham"), och Dean Collins.

## Dansen
Shim Sham är en 10-frasers-koreografi (varje fras består av fyra takter), så den varar normalt inte under en hel låt. När shim-shamen var slut, så gick man av scenen.
Idag, i Lindyhopsammanhang, så brukar shim sham avslutas med att man hittar en partner och dansar lindyhop tills låten är slut. Under denna del av låten kan bandet eller DJ:n ropa ut "Freeze!" eller "Slow!" som instruktion till dansarna att alla gemensamt ska stanna eller dansa långsamt, för att sedan ropa ut "Dance!", så att alla fortsätter.
Shim Sham dansas bäst till låtar med fraser som börjar på "åtta" (upptakt), då även dansen gör så. En uppenbart lämplig låt är The Shim Sham Song (Bill Elliot Swing Orchestra), som skrevs speciellt till dansen, och har effekter i musiken på lämpliga ställen, till exempel har den "breaks" samtidigt som dansen. Shim sham, framför allt Frankie Manning-varianten, dansas dock oftast till låten "'Tain't What You Do", av Jimmie Lunceford med orkester, eller "Tuxedo Junction" av Erskine Hawkins. Typiskt på ett lindyhopdanstillfälle brukar dansarna börja dansa shim sham närhelst 'Tain't What You Do" spelas. Det finns också en inspelning, "Stompin' at the Savoy", där Frankie Manning själv ropar ut dansstegen.